# Шамоти (Мазовецьке воєводство)
Шамоти (пол. Szamoty) — село в Польщі, у гміні Надажин Прушковського повіту Мазовецького воєводства.
Населення — 206 осіб (2011).
У 1975-1998 роках село належало до Варшавського воєводства.

## Демографія
Демографічна структура станом на 31 березня 2011 року:
|          | Загалом | Допрацездатний вік | Працездатний вік | Постпрацездатний вік |
| -------- | ------- | ------------------ | ---------------- | -------------------- |
| Чоловіки | 97      | 25                 | 69               | 3                    |
| Жінки    | 109     | 34                 | 66               | 9                    |
| Разом    | 206     | 59                 | 135              | 12                   |